# Weberbauera
Weberbauera es un género de plantas fanerógamas de la familia Brassicaceae. Comprende 27 especies descritas y de estas, solo 16 aceptadas. Se distribuyen por Argentina, Bolivia, Chile y Perú.

## Descripción
Son hierbas perennes, generalmente cespitosas, con caudex leñoso simple o ramificado  generalmente cubierto con restos peciolares de años anteriores, tricomas sésiles simples o bifurcados, de pecíolo corto y malpighiaceous. Multicelulares glándulas ausentes. Tallos  ascendentes, a veces postrados a decumbentes, a menudo simples. Las hojas basales pecioladas, rosuladas y a menudo termina en ramas caudex, simples, enteras o dentadas diversamente a  pinnadas; las hojas caulinarias  pecioladas o sésiles y cuneadas para atenuadas, no auriculadas, enteras o dentadas. Las inflorescencias en racimos con pocas a varias flores, bracteadas o ebaracteadas, corimbosas, alargadas en la fruta; raquis recto. Pétalos blancos, rara vez violeta, lavanda o amarillos, erguido en la base. Fruto dehiscente, en silicuas capsulares, lineales a oblongas, cilíndricas.

## Taxonomía
El género fue descrito por Steetz in Lehm. y publicado en Botanische Jahrbücher für Systematik, Pflanzengeschichte und Pflanzengeographie 42: 481. 1909. La especie tipo es: Chthonocephalus pseudevax Steetz.

## Especies
A continuación se brinda un listado de las especies del género Weberbauera aceptadas hasta julio de 2012, ordenadas alfabéticamente. Para cada una se indica el nombre binomial seguido del autor, abreviado según las convenciones y usos.
| - Weberbauera chillanensis - Weberbauera colchaguensis - Weberbauera cymosa - Weberbauera densiflora - Weberbauera densifolia - Weberbauera herzogii - Weberbauera imbricatifolia - Weberbauera lagunae - Weberbauera minutipila | - Weberbauera parvifolia - Weberbauera perforata - Weberbauera petraeum - Weberbauera pusilla - Weberbauera retropila - Weberbauera smithii - Weberbauera spathulifolia - Weberbauera stenophylla - Weberbauera suffruticosa - Weberbauera trichocarpa |